# Martín Hernández
José Martín Carlos Hernández Morales (Ciudad de México, 1 de junio de 1964) es un locutor, editor y diseñador de sonido mexicano, hijo de la científica mexicana Herminia Pasantes Ordoñez.  Fue nominado a dos Premios de la Academia por su trabajo en las películas Birdman (2014) y The Revenant (2015), esta última de las cuales también le valió un Premio de Cine de la Academia Británica. También formó parte de la estación de radio WFM 96.9 en los 80 y 90 en la CDMX. Posteriormente estuvo en Radioactivo 98.5 en la misma ciudad.

## Premios y nominaciones
Grandes premios

### Premios de la Academia
| Año  | Categoría               | Trabajo nominado | Resultado | Ref. |
| ---- | ----------------------- | ---------------- | --------- | ---- |
| 2015 | Mejor edición de sonido | Birdman          | Nominado  |      |
| 2016 | Mejor edición de sonido | The Revenant     | Nominado  |      |

### Premios de Cine de la Academia Británica
| Año  | Categoría       | Trabajo nominado       | Resultado | Ref. |
| ---- | --------------- | ---------------------- | --------- | ---- |
| 2007 | El mejor sonido | Babel                  | Nominado  |      |
| 2007 | El mejor sonido | El laberinto del Fauno | Nominado  |      |
| 2015 | El mejor sonido | Birdman                | Nominado  |      |
| 2016 | El mejor sonido | The Revenant           | Ganado    |      |

### Premios Ariel
| Año  | Categoría       | Trabajo nominado                       | Resultado |
| ---- | --------------- | -------------------------------------- | --------- |
| 2001 | El mejor sonido | Amores perros                          | Ganado    |
| 2005 | El mejor sonido | Voces inocentes                        | Nominado  |
| 2007 | El mejor sonido | Crónicas                               | Nominado  |
| 2007 | El mejor sonido | El laberinto de Fauno                  | Nominado  |
| 2008 | El mejor sonido | Cobrador: En Dios confiamos            | Nominado  |
| 2008 | El mejor sonido | Luz silenciosa                         | Nominado  |
| 2009 | El mejor sonido | Rudo y Cursi                           | Nominado  |
| 2013 | El mejor sonido | La vida precoz y breve de Sabina Rivas | Nominado  |
| 2018 | El mejor sonido | Los tigres no tienen miedo             | Nominado  |

### Premios Golden Reel
| Año  | Categoría | Trabajo nominado               | Resultado |
| ---- | --- | ------------------------------ | --------- |
| 2004 | Logro sobresaliente en edición de sonido - Efectos de sonido, Foley, diálogo y ADR para largometrajes en idiomas extranjeros | Ciudad de Dios                 | Ganado    |
| 2007 | Logro sobresaliente en edición de sonido - Efectos de sonido, Foley, diálogo y ADR para largometrajes en idiomas extranjeros | El laberinto de Fauno          | Ganado    |
| 2007 | Logro sobresaliente en edición de sonido - Efectos de sonido, Foley, diálogo y ADR para largometrajes en idiomas extranjeros | Babel                          | Nominado  |
| 2009 | Logro sobresaliente en edición de sonido - Efectos de sonido, Foley, diálogo y ADR para largometrajes en idiomas extranjeros | Hellboy II: El Ejército Dorado | Nominado  |
| 2011 | Logro sobresaliente en edición de sonido - Efectos de sonido, Foley, diálogo y ADR para largometrajes en idiomas extranjeros | Biutiful                       | Nominado  |
| 2015 | Logro sobresaliente en edición de sonido - Diálogo y ADR para largometrajes                                                  | Birdman                        | Nominado  |
| 2015 | Logro sobresaliente en edición de sonido - Efectos de sonido y Foley para largometrajes                                      | Birdman                        | Nominado  |
| 2015 | Logro sobresaliente en la edición de sonido - Puntuación de características                                                  | Birdman                        | Ganado    |
| 2016 | Logro sobresaliente en edición de sonido - Diálogo y ADR para largometrajes                                                  | The Revenant                   | Nominado  |
| 2016 | Logro sobresaliente en edición de sonido - Efectos de sonido y Foley para largometrajes                                      | The Revenant                   | Ganado    |
| 2016 | Logro sobresaliente en la edición de sonido - Puntuación de características                                                  | The Revenant                   | Nominado  |
| 2018 | Logro sobresaliente en edición de sonido: efectos de sonido, Foley, música, diálogo y ADR para un lugar especial             | Carne y arena                  | Ganado    |

### Premios Goya
| Año  | Categoría       | Trabajo nominado      | Resultado |
| ---- | --------------- | --------------------- | --------- |
| 2007 | El mejor sonido | El laberinto de fauno | Ganado    |

### Premios Satélites
| Año  | Categoría       | Trabajo nominado | Resultado |
| ---- | --------------- | ---------------- | --------- |
| 2006 | El mejor sonido | Babel            | Nominado  |